# Dauer 962 Le Mans
Dauer 962 Le Mans – jeden z najbardziej nietypowych hipersamochodów dopuszczonych do ruchu ulicznego. Jest to również najszybszy samochód skonstruowany przez techników Porsche.

## Historia
W 1984 roku firma Porsche zaprezentowała wyścigowy samochód przeznaczony do rywalizacji w wyścigach długodystansowych klasy 24h Le Mans. Model 962 był następcą słynnego 956, przez co wymagano od niego nie mniejszych sukcesów w owej rywalizacji. Jak się okazało – bolid spełnił oczekiwania fanów Porsche – w latach 1985–1989 wygrywał większość słynnych wyścigów i serii wyścigowych, w których uczestniczył.
Po sukcesie samochodu, który został okrzyknięty "dominatorem" wyścigów drugiej połowy lat 80., kilku techników związanych z Porsche postanowiło spróbować przenieść ten pojazd na drogi publiczne. Jako że samochody startujące w wyścigach, w których startował Porsche 962, zgodnie z zasadami FIA nie musiały mieć swoich drogowych odpowiedników, ich ekstremalna konstrukcja w całości była skierowana pod starty w wyścigach długodystansowych – a to oznaczało, że stworzenie wersji dopuszczonej do ruchu drogowego było przedsięwzięciem trudnym. Pierwszym z konstruktorów, który podjął się tego zadania, był Koenig Specials, który w 1991 roku zaprezentował model C62, bliską oryginałowi, supermocną (800 KM) kopię modelu Porsche z nowym silnikiem 3.4L, spełniającą wszystkie niemieckie wymagania dotyczące dopuszczenia do ruchu drogowego. Prawdziwym przełomem okazał się jednak projekt Jochena Dauera, szefa współpracującego z Porsche zespołu wyścigowego Dauer Racing GmbH.

## Konstrukcja i osiągi
Powstały w 1993 roku model 962 Le Mans to supersamochód o nadwoziu dokładnie odwzorowującym wyścigowy bolid Porsche 962. Materiałami użytymi do stworzenia tej konstrukcji były włókna szklane oraz kevlar. Zastosowano silnik pochodzący niemalże w całości z wyścigowego pierwowzoru, turbodoładowany boxer Type-935 o pojemności zaledwie 3.0L, ale mocy 730 KM i momencie obrotowym 709 Nm. Różnicą były dwie nowoczesne turbosprężarki przygotowane przez firmę Kühnle, Kopp und Kausch AG. Dla większego komfortu podróżowania, zmodyfikowano zawieszenie oraz przeniesienie napędu samochodu, które stanowiła zmodernizowana, manualna skrzynia biegów o pięciu przełożeniach. We wnętrzu surowego bolidu można było znaleźć klimatyzację, a nawet DVD.
Możliwości samochodu okazały się niewiele mniejsze od tych, które na torach wyścigowych prezentował oryginalny Porsche 962. Dauer 962 Le Mans mógł, jako jeden z niewielu, poszczycić się prędkością maksymalną ponad 400 km/h – dokładna jej wartość wynosiła 404,6 km/h. Również przyśpieszenie do dziś budzi respekt – zaledwie 2,6 sekundy wystarczy, by pojazd przekroczył pierwsze 100 km/h, natomiast do 200 km/h 962 Le Mans przyśpiesza w 7,3 sekundy (identyczny czas osiąga produkowany od 2005 roku Bugatti Veyron). Ważący nieco ponad 1000 kg pojazd ma także niesamowite współczynniki mocy do masy (708,74 KM na tonę) oraz mocy do pojemności (243 KM na litr). Wyróżniające samochód nawet na tle innych supersamochodów nadwozie ma także niezwykle niski współczynnik oporu powietrza - 0,31 Cx.

## Wersja wyścigowa i problem przynależności do grupy
Kolejny niekonwencjonalny pomysł przyszedł do głowy konstruktorom z Porsche i Dauera w trakcie budowy pierwszych modeli 962 Le Mans. Unowocześniony samochód był potomkiem utytułowanego, wyścigowego Porsche 962, toteż również i Dauera można było wykorzystać jako samochód wyścigowy. Pomysł rzeczywiście był możliwy do zrealizowania, lecz miał jedną wadę – o ile Porsche 962 był zaliczany do kategorii prototypów (LMP), to Dauer 962 Le Mans był już traktowany jako samochód dopuszczony do ruchu drogowego, a to znaczyło, że można go było przyporządkować jedynie do kategorii samochodów GT. Kwestia ta zastanawiała nawet bardziej specjalistów z FIA, aniżeli twórców modelu, gdyż 962 Le Mans był bezkonkurencyjny w stosunku do innych aut klasy GT, a nawet rywalizacja z pojazdami klasy LMP (prototypów) nie stawiała go na straconej pozycji.
Jak się okazało, wyścigowa konstrukcja Porsche i Dauera rzeczywiście nie miała godnych siebie rywali. Dwa pojazdy startujące w wyścigu 24h Le Mans 1994 w ściśle współpracującym z Porsche zespole Joest Racing nie tylko zdeklasowały konkurencję w "swojej" klasie, ale również zdobyły I i III miejsce na podium wyścigu, nie ulegając nawet takim potworom, jak prototyp klasy LMP1 – Toyota 94C-V (którego zwycięski Dauer pokonał o ponad 1 okrążenie), czy też konkurentom wyposażonym w ten sam silnik, który napędzał wyścigowe monstrum – szósty był brytyjski Kremer K8 Spyder, siódmy – francuski Courage C32LM, a trzy kolejne dojechały na miejscach poza pierwszą dziesiątką. Wyłączając Dauera, wszystkie samochody wyposażone w silnik boxer Porsche 3.0L były zaliczane do klasy LMP1.
| 24h Le Mans | 24h Le Mans | 24h Le Mans            | 24h Le Mans       | 24h Le Mans                         | 24h Le Mans | 24h Le Mans |
| Pozycja     | Pozycja     | Zespół                 | Samochód          | Silnik                              | Klasa       | Okrążenia   |
| Wyścig      | Klasa       | Zespół                 | Samochód          | Silnik                              | Klasa       | Okrążenia   |
| ----------- | ----------- | ---------------------- | ----------------- | ----------------------------------- | ----------- | ----------- |
| 1           | 1           | Joest Racing           | Dauer 962 Le Mans | Porsche Type-935 3.0 L Turbo Flat-6 | GT1         | 344         |
| 2           | 1           | SARD Company           | Toyota 94C-V      | Toyota R36V 3.6 L Turbo V8          | LMP1        | 343         |
| 3           | 2           | Joest Racing           | Dauer 962 Le Mans | Porsche Type-935 3.0 L Turbo Flat-6 | GT1         | 343         |
| -----       |             |                        |                   |                                     |             |             |
| 6           | 3           | Gulf Oil Racing        | Kremer K8 Spyder  | Porsche Type-935 3.0 L Turbo Flat-6 | LMP1        | 316         |
| 7           | 4           | Courage Compétition    | Courage C32LM     | Porsche Type-935 3.0 L Turbo Flat-6 | LMP1        | 310         |
| -----       |             |                        |                   |                                     |             |             |
| 12          | 3           | Rent-A-Car Racing Team | Dodge Viper RT/10 | Dodge 8.0 L V10                     | GT1         | 273         |

## Koniec w wyścigach
Kwestia przyporządkowania modelu 962 Le Mans do odpowiedniej klasy została rozstrzygnięta po wyścigu 24h Le Mans w 1994 roku. Nowe, zaostrzone reguły FIA wymagały, by samochód startujący w klasie GT był produkowany w określonej, rocznej liczbie sztuk. Dla Dauera, którego łącznie stworzono około 100 sztuk, był to problem niemożliwy do pokonania - cena 1,2 mln $ sama ukazywała, jak droga była produkcja takiego samochodu. Z drugiej strony modyfikacje, które trzeba było przeprowadzić, by samochód mógł poruszać się po drogach publicznych, uniemożliwiały stworzenie pojazdu mogącego jednocześnie rywalizować o generalne zwycięstwo w wyścigach pokroju 24h Le Mans. Po 1994 roku Dauer 962 Le Mans ostatecznie więc zakończył istnienie w sporcie motorowym.
Dauer nadal przyjmuje pojedyncze zamówienia na model 962 Le Mans, choć samochód produkowany jest od 1993 roku. Do dziś jest to jeden z niewielu pojazdów o prędkości maksymalnej przekraczającej 400 km/h, a także jeden z najdroższych na świecie – jego cenę, nieoficjalnie, określa się na ponad 800 tys. euro.